# 2024年の道路
2024年の道路（2024ねんのどうろ）とは、2024年（令和6年）に起こった道路関係の出来事をまとめたページである。
2023年の道路 - 2024年の道路 - 2025年の道路

## 1月
- 1日
  - （災害通行止め）  能登半島地震の影響で、能越自動車道（全線）[1]、のと里山海道（全線）、北陸自動車道（丸岡IC - 新潟中央JCT）、東海北陸自動車道（白川郷IC - 小矢部砺波JCT）、上信越自動車道（信濃町IC - 上越JCT）などが通行止めとなった[2][3]。
- 12日
  - （拡幅）  国道7号 藤崎地区 付加車線[注 1] 青森県南津軽郡藤崎町大字水沼字浅田 - 大字矢沢字福富 (1.0 km) (2車線→4車線)[4]
- 18日
  - （開通）  長岡市道西幹線81号線 左岸バイパス 新潟県長岡市蓮潟町 - 雨池町 (0.7 km)[5]
- 28日
  - （開通）  長崎県道258号平戸江迎線 田平工区 長崎県平戸市田平町小手田免 - 田平町一関免 (0.62 km)[6]
- 30日
  - （拡幅）  国道125号 阿見美浦バイパス 茨城県稲敷郡阿見町島津 (0.2 km) (2車線→4車線)[7]
- 31日
  - （開通）  蘭海高速道路 全線開通[8]

## 2月
- 2日
  - （開通）  和歌山県道38号すさみ古座線 上戸川第一トンネル 和歌山県西牟婁郡すさみ町周参見 (0.95 km)[9]
- 3日
  - （拡幅）  国道3号 岡垣バイパス 福岡県遠賀郡岡垣町山田 - 宗像市武丸 (4.0 km) (2車線→4車線)[10]
- 5日
  - （開通）  千葉県道159号君津大貫線 本郷バイパス 千葉県君津市下湯江 - 富津市本郷 (1.6 km)[11]
- 11日
  - （開通）  九州中央自動車道 山都中島西IC - 山都通潤橋IC (10.4 km)[12]
- 13日
  - （切替）  国道176号 名塩道路 生瀬トンネル 兵庫県西宮市名塩木之元 - 塩瀬町生瀬 (1.1 km)[13]
- 14日
  - （開通）  西東京都市計画道路3・4・9号保谷東村山線 東京都西東京市西原町三丁目 (0.4 km)[14]
- 16日
  - （開通）  国道226号 笠沙道路 鹿児島県南さつま市笠沙町片浦 (1.2 km)[15]
- 20日
  - （拡幅）  国道41号 名濃バイパス 高雄道塚交差点 - 五郎丸交差点 (0.9 km) (4車線→6車線)[16]
- 24日
  - （開通）  東京都市計画道路幹線街路放射第35号線 平和台トンネル 東京都練馬区平和台四丁目 - 北町七丁目 (0.57 km)[17]
  - （開通）  国道56号 松山外環状道路空港線 余戸南IC - 東垣生IC (2.4 km)[18]
- 25日
  - （架替・開通）  佐賀県道・福岡県道15号佐賀八女線 大清橋（新橋） 福岡県久留米市城島町大依 - 三潴町清松[19]
- 26日
  - （改良）  国道25号 加太工区 三重県亀山市加太板屋 - 加太北在家 (0.78 km)[20]
- 28日
  - （拡幅）  栃木県道55号西那須野那須線 上中野工区 栃木県那須塩原市上中野 (1.0 km) (2車線→4車線)[21]
- 29日
  - （拡幅）  国道2号 印内地区交差点改良 山口県下関市長府印内町 (0.4 km) (2車線→4車線)[22]

## 3月
- 3日
  - （開通）  国道118号 会津縦貫南道路 小沼崎バイパス 福島県南会津郡下郷町大字小沼崎 - 大字高陦 (1.5 km)[23]
  - （開通）  国道476号 白粟バイパス 福井県今立郡池田町松ヶ谷 (0.9 km)[24]
  - （開通）  京都府道45号舞鶴宮津線 バイパス道路 京都府宮津市皆原 - 惣 (0.74 km)[25]
  - （開通）  愛媛県道55号小田河辺大洲線 鹿野川バイパス 愛媛県大洲市肱川町山鳥坂 (1.2 km)[26]
  - （開通）  大分県道633号川登臼杵線 乙見工区 大分県臼杵市乙見 (0.25 km)[27]
- 8日
  - （拡幅）  国道8号 小松バイパス 石川県小松市佐々木町 - 八幡 (1.4 km) (2車線→4車線)[28]
- 9日
  - （拡幅）  国道4号 北上拡幅 岩手県北上市相去町舘下 - 平林 (0.5 km) (2車線→4車線)[29]
  - （開通）  国道113号 新潟山形南部連絡道路 梨郷道路 山形県長井市大字今泉 - 南陽市大字竹原 (7.2 km)[30]
  - （開通）  国道287号 米沢長井道路 川西バイパス工区 I期区間 山形県東置賜郡川西町大字中小松 - 大字西大塚 (2.9 km)[31]
  - （拡幅）  国道4号 伊達拡幅 福島県伊達郡国見町大字藤田 - 大字石母田 (1.6 km) (2車線→4車線)[32]
  - （開通）  栃木県道339号小山下野線 喜沢工区 栃木県小山市城北 - 喜沢 (1.0 km)[33]
  - （開通）  静岡県道396号富士由比線 富士川かりがね橋 静岡県富士市岩本 - 木島 (1.2 km)[34]
  - （開通）  都市計画道路静波1号幹線（静岡県道235号菊川榛原線） 静岡県牧之原市静波 (0.2 km)[35]
  - （開通）  国道9号 山陰自動車道 大田・静間道路 大田中央・三瓶山IC - 大田静間IC (5.0 km)[36]
  - （開通）  国道9号 山陰自動車道 静間・仁摩道路 大田静間IC - 仁摩・石見銀山IC (7.9 km)[36]
- 10日
  - （IC供用・利用制限撤廃）  関越自動車道 三芳スマートIC（練馬方面出入口）、全車種化[37]
  - （開通）  国道365号 梅浦バイパス 福井県丹生郡越前町梅浦 (1.2 km)[38]
- 12日
  - （切替）  国道229号 冷水橋 北海道二海郡八雲町熊石黒岩町22番3 - 熊石泊川町1182番10 (0.23 km)[39]
- 13日
  - （利用制限撤廃）  東北自動車道 鏡石スマートIC 24時間化[40]
  - （開通）  茨城県道16号大洗友部線バイパス 茨城県東茨城郡茨城町越安 - 駒渡 (1.3 km)[41]
  - （開通）  栃木県道201号作原田沼線 船越工区 栃木県佐野市船越町 - 岩崎町 (1.5 km)[42]
  - （開通）  都市計画道路道場三室線（2工区）・主要地方道さいたま鴻巣線バイパス 埼玉県さいたま市中央区大戸2丁目 - 桜区中島3丁目 (1.2 km)[43][44][45]
  - （開通）  千葉県道73号銚子海上線 清滝バイパス 千葉県旭市岩井 - 清滝 (2.6 km)[46]
- 15日
  - （開通）  福井県道116号徳光福井線 バイパス 福井県福井市徳光町 - 上河北町 (1.066 km)[47]
  - （開通）  沖縄県道214号石垣空港線 沖縄県石垣市宮良 (1.5 km)[48]
- 16日
  - （開通）  宮城県道202号東和登米線 羽沢橋 宮城県登米市登米町大字日根牛[49]
  - （開通）  福島県道28号本宮三春線 高木工区 福島県本宮市高木 (1.36 km)[50]
  - （開通）  埼玉県道60号羽生外野栗橋線 バイパス 埼玉県羽生市桑崎 - 本川俣 (1.9 km)[51]
  - （開通）  東京都道238号大久野青梅線 梅ヶ谷トンネル 東京都西多摩郡日の出町大久野 - 青梅市梅郷一丁目 (1.5 km)[52]
  - （開通）  都市計画道路敦賀駅東線（福井県道271号敦賀駅東線） 福井県敦賀市津内 - 若泉町 (0.2 km)[53]
  - （架替・開通）  兵庫県道4号香住村岡線 矢田橋（新橋） 兵庫県美方郡香美町香住区矢田 - 七日市 (0.222 km)[54]
- 17日
  - （開通）  都市計画道路長良糸貫線 岐阜県岐阜市正木 - 折立 (1.217 km)[55]
  - （開通）  都市計画道路折立大学北線 岐阜県岐阜市折立 (0.493 km)[55]
  - （開通）  佐賀県道・福岡県道14号鳥栖朝倉線 小郡鳥栖南スマートインターチェンジアクセス道路 佐賀県鳥栖市酒井西町 - 福岡県小郡市福童 (1.6 km)[56]
  - （開通）  国道504号 北薩横断道路 広瀬道路 さつま広橋IC - 佐志IC (6.0 km)[57][58]
- 19日
  - （開通）  国道356号 小見川東庄バイパス 千葉県香取郡東庄町新宿 - 笹川い (4.0 km)[59]
  - （開通）  奈良県道222号今木出口線 馬佐〜新野工区 奈良県吉野郡大淀町馬佐 (0.171 km)[60]
- 20日
  - （IC供用）  東北自動車道 花巻PAスマートIC[61]
  - （開通）  国道145号 上信自動車道 吾妻西バイパス 厚田IC - 松谷東交差点 (7.0 km)[62]
  - （開通）  奈良県道37号桜井吉野線 百市工区 奈良県桜井市百市 (0.42 km)[63]
- 21日
  - （開通）  群馬県道69号大間々世良田線 渡良瀬幹線道路 笠懸藪塚工区 群馬県みどり市笠懸町鹿 (0.9 km)[64]
  - （開通）  都市計画道路3・4・1号新木戸上高野原線（西八千代工区） 千葉県八千代市大和田新田 (0.437 km)[65]
  - （開通）  東総台地広域農道 千葉県銚子市新町 (1.4 km)[66]
  - （開通）  福岡県道472号直方鞍手線 バイパス 福岡県鞍手郡鞍手町中山 - 猪倉 (0.72 km)[67]
- 22日
  - （開通）  都市計画道路黒井藤野新田線 新潟県上越市頸城区西福島・下吉 - 大字福橋 (0.9 km)[68]
  - （開通）  奈良県道9号奈良大和郡山斑鳩線 薬師寺東口工区 奈良県奈良市六条町 (0.219 km)[69]
- 23日
  - （開通）  岩手県道208号大ケ生徳田線 徳田橋工区 岩手県盛岡市黒川 - 紫波郡矢巾町西徳田 (1.2 km)[70]
  - （開通）  日本海東北自動車道 遊佐比子IC - 遊佐鳥海IC (6.5 km)[71]
  - （開通）  国道403号 三条北道路（三条北バイパス） 新潟県三条市下保内 - 塚野目 (3.18 km)[72]
  - （開通）  国道407号 鶴ヶ島日高バイパス（鶴ヶ島工区） 埼玉県鶴ヶ島市高倉 (0.6 km)[73]
  - （開通）  町田都市計画道路3・3・36号相原鶴間線（旭町） 東京都町田市本町田 - 旭町三丁目 (0.8 km)[74]
  - （開通）  国道2号 姫路バイパス 苫編地区北側側道橋 兵庫県姫路市苫編 (0.5 km)[75]
  - （開通）  国道168号 五條新宮道路 阪本工区 奈良県五條市大塔町小代 - 大塔町阪本 (1.4 km)[76]
  - （IC供用）  松山自動車道 東温スマートIC[77]
- 24日
  - （IC供用）  東北中央自動車道 山形PAスマートIC[78]
  - （開通）  国道409号 茂原・一宮・大原道路 茂原一宮道路（長生グリーンライン） 千葉県長生郡長南町坂本 - 茂原市台田 (2.5 km)[79]
  - （拡幅）  富山県道6号富山立山公園線 富立大橋 富山県富山市藤木 - 中新川郡立山町利田 (1.8 km) (2車線→4車線)[80]
  - （開通）  国道212号 中津日田道路 三光本耶馬渓道路 田口IC - 青の洞門・羅漢寺IC (5.3 km)[81]
- 25日
  - （開通）  北海道道1178号泊共和線 北海道古宇郡泊村茅沼村 - 岩内郡共和町宮丘 (5.1 km)[82]
  - （拡幅）  国道17号 熊谷渋川連絡道路 上武道路 群馬県前橋市今井町 - 富田町 (2.4 km) (2車線→4車線)[83]
  - （拡幅）  国道50号 前橋笠懸道路 群馬県前橋市今井町 - 二之宮町 (0.5 km) (2車線→4車線)[83]
  - （開通）  国道299号 古鉄橋上流工区 群馬県多野郡神流町神ヶ原 (0.4 km)[84]
  - （開通）  都市計画道路上矢島米岡線（本線区間） 群馬県伊勢崎市境東 - 境米岡 (0.58 km)[85]
  - （開通）  国道410号 久留里馬来田バイパス 千葉県君津市大坂 - 向郷 (3.5 km)[86]
  - （開通）  千葉県道28号旭小見川線（旭市清和甲地先） 千葉県旭市清和甲 (0.3 km)[87]
  - （開通）  神奈川県道603号上粕屋厚木線 西富岡バイパス 神奈川県伊勢原市西富岡 (0.7 km)[88]
  - （開通）  長野県道91号坂城インター線 長野県埴科郡坂城町中之条 (0.4 km)[89]
  - （開通）  長野県道500号豊田中野線 笠倉壁田橋 長野県中野市豊津 - 壁田 (1.8 km)[90]
- 26日
  - （開通）  国道455号 中里工区 岩手県下閉伊郡岩泉町中里 (0.868 km)[91]
  - （開通）  埼玉県道274号赤浜小川線バイパス 埼玉県大里郡寄居町大字富田 - 大字牟礼 (1.4 km)[92]
  - （開通）  都市計画道路谷田幸原線（徳倉工区） 静岡県三島市壱町田 - 徳倉二丁目 (0.4 km)[93]
- 27日
  - （開通）  茨城県道214号沼田下妻線バイパス 茨城県下妻市高道祖 (0.6 km)[94]
  - （開通）  群馬県道10号前橋安中富岡線 西毛広域幹線道路（高崎西工区） 群馬県高崎市本郷町 - 下里見町 (1.6 km)[95]
  - （開通）  千葉県道12号鎌ケ谷本埜線バイパス 千葉県印西市萩原 - 印旛郡栄町安食 (4.5 km)[96]
  - （開通）  市道楠浜北条線 愛媛県西条市三芳（一般県道徳能伊予三芳停車場線） - 楠（市道木舟久ケ坪線） (0.66 km)[97]
- 28日
  - （開通）  都市計画道路苅宿小田中線 木月トンネル 神奈川県川崎市中原区木月住吉町 - 木月伊勢町 (0.295 km)[98][99]
  - （開通）  国道424号 切目辻工区 切目辻トンネル 和歌山県日高郡みなべ町清川 - 田辺市龍神村福井 (1.03 km)[100]
- 29日
  - （拡幅）  群馬県道11号前橋玉村線バイパス 朝倉工区 群馬県前橋市朝倉町 (1.4 km) (2車線→4車線)[101]
  - （拡幅）  国道8号 直江津バイパス 安江中央交差点 - 下源入交差点 (0.8 km) (4車線→5車線)[102]
  - （開通）  都市計画道路川原田荒田線（富山県道46号上市北馬場線バイパス） 富山県中新川郡上市町柳町 - 若杉 (0.48 km)[103]
  - （架替・開通）  福岡県道・佐賀県道18号大牟田川副線 三明橋（新橋） 福岡県柳川市沖端町 - 古賀[104]
- 30日
  - （開通）  長崎県道222号平瀬佐世保線 広田3工区 長崎県佐世保市広田 (0.22 km)[105]
- 31日
  - （開通）  国道126号 銚子連絡道路 山武東総道路二期 横芝光IC - 匝瑳IC (5.0 km)[106]

## 4月
- 1日
  - （開通）  茨城県道・千葉県道3号つくば野田線 茨城県つくば市片田 - つくばみらい市福岡工業団地 (0.89 km)[107]
  - （無料開放）  摩耶大橋[108]
  - （ETC運用開始）  ハーバーハイウェイ[108]
- 13日
  - （開通）  福島県道145号吉間田滝根線（供用は福島県道36号小野富岡線として[109]） 広瀬工区 福島県いわき市川前町小白井 - 田村郡小野町大字小戸神 (9.2 km)[110]
- 14日
  - （拡幅）  熊本県道28号熊本高森線 熊本県熊本市東区桜木 - 上益城郡益城町惣領 (0.62 km) (2車線→4車線)[111]
- 16日
  - （通行止め）  阪神高速4号湾岸線 大浜出入口 - 泉大津出入口 (11.1 km) （リニューアル工事に伴い、同月26日6時までの予定。）[112][113]
- 21日
  - （拡幅）  石川県道25号金沢美川小松線 加賀海浜産業道路 石川県白山市小川町 - 松本町 (1.8 km) (2車線→4車線)[114]
- 23日
  - （PA供用）  国道468号 首都圏中央連絡自動車道 坂東PA（内回り）[115]
  - （開通）  栃木県道30号矢板那須線 堰場工区 栃木県那須塩原市金沢 - 下田野 (0.9 km)[116]
  - （拡幅）  都市計画道路道場三室線（2工区）・主要地方道さいたま鴻巣線バイパス 埼玉県さいたま市中央区大戸2丁目 - 桜区中島3丁目 (1.2 km) (2車線→4車線)[117]
- 24日
  - （拡幅）  国道8号 小矢部バイパス 富山県小矢部市芹川 - 西中野 (1.4 km) (2車線→4車線)[118]
- 25日
  - （拡幅）  栃木県道69号宇都宮茂木線 芳賀市貝バイパス 栃木県芳賀郡芳賀町稲毛田 - 市貝町上根 (1.2 km) (2車線→4車線)[119]
- 26日
  - （開通）  都市計画道路戸塚差間線 埼玉県川口市北原台 (0.32 km)[120]
  - （拡幅）  国道477号 滋賀県大津市真野 (1.9 km) (2車線→4車線)[121]
- 27日
  - （開通）  国道11号 新居浜バイパス 愛媛県新居浜市西喜光地町 - 本郷一丁目 (1.1 km)[122]
  - （開通）  都市計画道路西町中村線 愛媛県新居浜市政枝町 - 本郷 (0.54 km)[123]

## 5月
- 8日
  - （拡幅）  国道368号 上野名張バイパス 三重県名張市西田原 - 八幡 (0.5 km) (2車線→4車線)[124]
- 21日
  - （開通）  北九州市主要地方道恒見朽網線 曽根新田工区 福岡県北九州市小倉南区曽根北町 - 朽網 (3.1 km)[125]
- 28日
  - （開通）  群馬県道78号太田大間々線 バイパス 新田薮塚工区 群馬県太田市新田小金井町 - 山之神町 (1.9 km)[126]
- 30日
  - （開通）  千葉県道81号市原天津小湊線 バイパス 千葉県市原市江子田 (0.7 km)[127]

## 6月
- 2日
  - （開通）  国道371号 大阪橋本道路 石仏バイパス 大阪府河内長野市天見 - 和歌山県橋本市柱本 (3.7 km)[128]
- 9日
  - （IC供用）  九州自動車道 小郡鳥栖南スマートIC[129]
- 16日
  - （開通）  都市計画道路大和中央道 敷島工区 奈良県奈良市秋篠町 - 西大寺赤田町二丁目 (0.831 km)[130]
- 24日
  - （開通）  千葉県道・茨城県道46号野田牛久線 小張バイパス 茨城県つくばみらい市小張 - 板橋 (0.9 km)[131]

## 7月
- 5日
  - （拡幅）  都市計画道路越谷吉川線（埼玉県道・千葉県道52号越谷流山線） 埼玉県越谷市大成町七丁目 - 吉川市平沼 (1.1 km) (2車線→4車線)[132]
  - （開通）  国道389号 多比良バイパス 長崎県雲仙市国見町土黒甲 - 国見町多比良甲 (0.54 km)[133]
- 10日
  - （開通）  茨城県道355号東楢戸真瀬線（都市計画道路東楢戸台線・都市軸道路） 茨城県つくばみらい市台 - つくば市真瀬 (1.0 km)[134]
- 20日
  - （架替・開通）  富山県道279号安居福野線 川崎橋（新橋） 富山県南砺市上川崎 (0.51 km)[135]
  - （開通）  国道389号 下田南バイパス 小田床トンネル 熊本県天草市天草町下田南 (0.925 km)[136][137]
- 25日
  - （災害通行止め）  北薩トンネルの一部が崩落したことにより、国道504号 北薩横断道路 泊野道路・紫尾道路 さつま泊野IC - 高尾野ICが通行止めとなった（復旧時期は未定）[138][139]。

## 8月
- 3日
  - （架替・開通）  国道442号 宮ノ尾橋（新橋） 福岡県八女市矢部村北矢部[140]
- 4日
  - （開通）  岩手県道・秋田県道12号花巻大曲線 小倉山の2工区 川舟トンネル 岩手県和賀郡西和賀町沢内字川舟 (1.5 km)[141]
  - （開通）  国道458号 本合海バイパス工区 山形県最上郡大蔵村白須賀 - 上竹野 (1.1 km)[142]
- 8日
  - （拡幅）  千葉県道・茨城県道46号野田牛久線バイパス 都市軸道路 茨城県守谷市ひがし野一丁目 - つくばみらい市青木 (1.8 km) (2車線→4車線)[143][144]
- 9日
  - （開通）  京都府道66号志高西舞鶴線バイパス 京都府舞鶴市字城屋 - 字野村寺 (1.06 km)[145]
- 26日
  - （開通）  北海道道135号美唄富良野線 北海道美唄市1849番1地先 - 芦別市咲別国有林石狩空知森林計画区空知森林管理署4122林班い4小班地先 (17.3 km)[146]
- 28日
  - （開通）  茨城県道168号静常陸大宮線バイパス 茨城県那珂市下大賀 (0.7 km)[147]
  - （開通）  埼玉県道151号久喜騎西線バイパス 埼玉県加須市水深 - 下高柳 (1.9 km)[148]

## 9月
- 3日
  - （開通）  茨城県道52号石岡城里線バイパス 茨城県水戸市牛伏町 (0.7 km)[149]
- 7日
  - （拡幅）  名神高速道路 一宮IC - 一宮JCT 上り線 (2.7 km) (2車線→3車線)[150]
- 18日
  - （開通）  鳥取県道237号仙隠岡田線 北野バイパス 鳥取県倉吉市北野 - 生田 (1.2 km)[151]
- 20日
  - （架替・開通）  和歌山県道149号紀伊停車場田井ノ瀬線 南田井ノ瀬橋（新橋） 和歌山県和歌山市小豆島 - 出島 (0.5 km)[152]
- 23日
  - （開通）  国道483号 北近畿豊岡自動車道 豊岡道路 豊岡出石IC - 但馬空港IC (2.0 km)[153]
  - （開通）  兵庫県道50号但馬空港線 兵庫県豊岡市岩井 - 戸牧 (2.2 km)[154]
  - （開通）  兵庫県道727号豊岡出石インター線 兵庫県豊岡市戸牧 (0.6 km)[154]
- 28日
  - （架替・開通）  富山県道35号立山山田線 高善寺橋（新橋） 富山県富山市八尾町黒田 - 八尾町上高善寺 (0.6 km)[155]
- 30日
  - （架替・開通）  山形県道19号山形山寺線 高瀬川橋（新橋） 山形県山形市大字風間 - 大字十文字 (0.5 km)[156]
  - （拡幅）  国道122号 蓮田岩槻バイパス 埼玉県さいたま市岩槻区平林寺 - 加倉 (2.8 km) (2車線→3車線)[157]
  - （開通）  佐賀県道260号東与賀佐賀線 本庄バイパス 佐賀県佐賀市東与賀町下古賀 - 本庄町鹿子 (2.0 km)[158][159]

## 10月
- 8日
  - （開通）  青森県道38号五所川原黒石線 梅田工区I期 青森県五所川原市梅田 (0.6 km)[160][161]
- 12日
  - （開通）  兵庫県道6号養父宍粟線 門野バイパス 兵庫県養父市大屋町宮本 - 大屋町門野 (1.56 km)[162]
- 20日
  - （架替・開通）  三重県道503号一志出家線 中川原橋（新橋） 三重県津市庄田町 (1.3 km)[163]
- 22日
  - （開通）  国道398号 稲庭バイパス 秋田県湯沢市稲庭町 (1.22 km)[164]
- 25日
  - （開通）  茨城県道58号取手豊岡線バイパス 茨城県常総市坂手町 - 豊岡町 (1.2 km)[165]
- 28日
  - （架替・開通）  都市計画道路黒須中央通り線（国道299号） 霞橋（新橋） 埼玉県入間市[166]

## 11月
- 1日
  - （IC名称変更）  関越自動車道 小出IC → 魚沼IC[167]
- 9日
  - （開通）  三重県道734号矢口浦上里線 バイパス 三重県北牟婁郡紀北町矢口浦 (1.8 km)[168]
- 15日
  - （開通）  茨城県道・千葉県道・埼玉県道26号境杉戸線バイパス 千葉県野田市関宿台町 - 関宿元町 (0.8 km)[169]
- 16日
  - （開通）  国道257号 川上2期バイパス 岐阜県下呂市馬瀬川上 (1.8 km)[170]
  - （開通）  国道257号 黒石3工区 岐阜県下呂市馬瀬黒石 (0.86 km)[170]
- 20日
  - （拡幅）  国道13号 河辺拡幅 秋田県秋田市河辺和田字坂本北 - 河辺和田字和田 (1.4 km) (2車線→4車線)[171]
- 22日
  - （架替・開通）  国道352号 見通橋（新橋） 福島県南会津郡檜枝岐村字見通 (0.179 km)[172]
- 23日
  - （開通）  北海道道519号滝之町伊達線 北海道有珠郡壮瞥町字立香179番地先 - 伊達市西関内町333番地先 (4.2 km)[173]
  - （架替・開通）  山形県道27号大江西川線 月布橋工区 月布橋（新橋） 山形県西村山郡大江町大字月布 (0.655 km)[174]
- 24日
  - （開通）  国道417号 板垣坂バイパス 福井県今立郡池田町板垣 - 越前市南坂下町 (3.5 km)[175][176]
- 29日
  - （改良）  三重県道143号桑名川越線 三重県三重郡朝日町大字縄生 (0.72 km)[177]

## 12月
- 1日
  - （開通）  都市計画道路善行長後線（六会工区） 神奈川県藤沢市亀井野 (0.14 km)[178]
- 2日
  - （開通）  北海道道849号日東東雲線 北海道上川郡上川町字日東22番1地先 - 字菊水511番7地先 (0.485 km)[179][180]
- 3日
  - （開通）  国道238号 浜猿防災 北海道宗谷郡猿払村鬼志別 - 知来別 (4.3 km)[181]
- 7日
  - （開通）  国道47号 新庄酒田道路 新庄古口道路 山形県新庄市大字升形 - 最上郡戸沢村大字津谷 (6.0 km)[182]
  - （開通）  国道254号 荻窪バイパス 長野県上田市東内 (1.6 km)[183][184]
  - （開通）  国道254号 平井バイパス 長野県上田市平井 (0.3 km)[183][184]
  - （開通）  国道42号 近畿自動車道紀勢線 新宮紀宝道路 紀宝IC - 新宮北IC (2.4 km)[185]
  - （開通）  三重県道35号紀宝川瀬線 三重県南牟婁郡紀宝町鵜殿 (0.24 km)[185]
  - （長期通行止め解除）  阪神高速14号松原線 喜連瓜破出入口 - 三宅JCT (2.5 km) （喜連瓜破付近の橋梁架替え工事のため、2022年（令和4年）6月1日から通行止めとなっていた。）[186]
  - （長期間閉鎖解除）  阪神高速14号松原線 平野入口（喜連瓜破付近の橋梁架替え工事のため、2022年（令和4年）6月1日から閉鎖されていた。）[186]
- 13日
  - （開通）  国道29号 波賀町防災 戸倉地区（上流部） 兵庫県宍粟市波賀町戸倉 (0.2 km)[187]
- 19日
  - （開通）  町道女川出島線 出島大橋 宮城県牡鹿郡女川町尾浦字尾浦 - 出島字福合浦 (2.9 km)[188]
- 21日
  - （架替・開通）  兵庫県道350号松尾青野ヶ原停車場線 大門橋（新橋） 兵庫県加東市大門 - 小野市復井町 (0.158 km)[189]
- 22日
  - （開通）  道東自動車道 阿寒IC - 釧路西IC (17.0 km)[190]
  - （拡幅）  国道38号 釧路新道 北海道釧路市大楽毛 - 北園 (4.1 km) (2車線→4車線)[191]
  - （開通）  都市計画道路原松原線 彦根お城トンネル 滋賀県彦根市古沢町 - 原町 (1.7 km)[192]
- 23日
  - （開通）  国道370号 美里4工区 和歌山県海草郡紀美野町田 - 中 (0.5 km)[193]
- 25日
  - （開通）  山梨県道513号梁川猿橋線 山梨県大月市猿橋町藤崎 (0.611 km)[194][195]
  - （開通）  国道421号 大安ICアクセス道路 三重県いなべ市員弁町大泉新田 - 大安町高柳 (3.5 km)[196]
- 27日
  - （開通）  国道289号 燕北道路 新潟県燕市小高 (0.5 km)[197]
  - （開通）  市道中央通小高線 新潟県燕市小高 (0.15 km)[197]